# رایگیت، ورمونت
رایگیت (به انگلیسی: Ryegate) یک منطقهٔ مسکونی در ایالات متحده آمریکا است که در شهرستان کلدونیا، ورمانت واقع شده‌است.
 رایگیت ۹۵٫۲ کیلومتر مربع مساحت و ۱٬۱۷۴ نفر جمعیت دارد و ۳۸۳ متر بالاتر از سطح دریا واقع شده‌است.